# Зонеберг (окръг)
Зонеберг (на немски: Sonneberg) е окръг в провинция Тюрингия, Германия, с площ 433,4 км2 и население 56 361 души (по приблизителна оценка за декември 2017 г.). Административен център е град Зонеберг.